# Adela Navarro Bello
Pour les articles homonymes, voir Navarro (homonymie) et Bello (homonymie).
Adela Navarro Bello (née en 1968 à Tijuana, Baja California, Mexique) est une journaliste mexicaine et directrice générale de l'hebdomadaire de Tijuana, Zeta. Zeta, fondée en 1980, est l'une des rares publications qui enquête régulièrement sur le crime organisé, le trafic de drogue et la corruption dans les villes frontalières du Mexique. Plusieurs éditeurs et journalistes travaillant pour Zeta ont été assassinés, comme Héctor Félix Miranda, le cofondateur de Zeta, et Francisco Ortiz Franco, son coéditeur.

## Débuts
La passion de Navarro pour l'écriture remonte à son enfance, qu'elle passe dans une maison remplie de livres. Son père, vendeur de tapis, lisait au moins quatre journaux par jour.
Au collège, elle se spécialise en communication. Durant cette période, Jesús Blancornelas, un journaliste d'investigation réputé à Tijuana, vient faire une conférence. Navarro lui propose alors de travailler pour son magazine, Zeta, en tant que journaliste politique . Navarro l'embauche en 1990  et Blancornelas devient son mentor.

## Carrière journalistique
Avant  de devenir directrice de Zeta, Navarro a travaillé en tant que journaliste pour le magazine. Elle suit notamment le conflit du Chiapas en 1994. Elle a aussi écrit une chronique pour le magazine "Sortilegioz" ("Charmes"),. Si ses premiers reportages se concentrent sur le Parti révolutionnaire institutionnel (PRI), au pouvoir depuis longtemps au Mexique, elle commence également à parler de la corruption au sein du Parti d'action nationale (PAN). En 1994, Navarro est devenue la première femme de la rédaction, composée de cinq personnes.
Blancornelas meurt d'un cancer en 2006, et laisse alors le contrôle du magazine à Navarro et à son fils, César René Blanco Villalón. Choqué par la mort de plusieurs de ses éditeurs, Blancornelas doutaient de la capacité de Zeta à  changer les choses, et avait même envisagé de fermer le magazine après sa mort, mais Navarro et Blanco l'ont persuadé de continuer.
En tant que nouvelle directrice du magazine, Navarro poursuit, dans la continuité de Blancornelas, les reportages à haut risque sur le crime organisé, déclarant que "A chaque fois qu'un journaliste s'autocensure, c'est toute la société qui perd". Elle mène une enquête sur l'ancien maire de Tijuana, Jorge Hank Rhon, qui avait commandité l'assassinat du chroniqueur et cofondateur de Zeta, Héctor Félix Miranda,. À la suite de l'arrestation de Hank en 2011 pour détention d'armes illégales, le magazine publie la description des 88 armes trouvées chez lui, ainsi que les numéros de série . Le numéro se vendu jusqu'à la rupture de stock, et le nombre de vues sur lea page web du magazina fait planter le site. Bien que Hank soit libéré faute de preuves, Navarro continue à faire pression pour son arrêter l'homme  impliqué dans le meurtre de Félix.
Zeta a été critiquée en 2009 et 2010 pour son indulgence envers l'armée mexicaine. Le magazine n'a pas couvert les allégations de violations des droits de l'homme ; et a continuellement nommé un général de l'armée la «personne de l'année»,.
En janvier 2010, les forces de l'ordre américaines informent Navarro de menaces de mort à son encontre venant du cartel de Tijuana. Le gouvernement mexicain lui affecte alors sept soldats comme gardes du corps. Un mois plus tard, dix personnes sont arrêtées pour avoir fomenté une attaque à la grenade dans les bureaux de Zeta.

## Récompenses et reconnaissance
En 2007, Navarro remporte le prix international de la liberté de la presse du Comité pour la protection des journalistes. Le prix est décerné aux journalistes faisant preuve de courage pour la défense de la liberté de la presse, face aux menaces, attaques, ou à l'emprisonnement. Le CPJ a également produit une courte vidéo sur Navarro Bello et le magazine Zeta,. En 2011, elle reçoit le prix "Courage in Journalism" de l'International Women's Media Foundation .
En 1999, Navarro entame une tournée américaine dans six villes sur le thème de la «migration», à la demande du gouvernement. Elle a aussi reçu le Prix Ortega y Gasset en 2008, décerné par l''Espagne, le Prix international de la liberté de la presse en 2009, décerné par le Journal argentin Perfil, et le prix Anna Politkovskaja, au Festival Internazionale a Ferrara, en Italie en 2009. En 2010, la Missouri School of Journalism lui décerne sa Missouri Honor Medal for Distinguished Service in Journalism .
En 2012, elle est nommée dans le FP Top 100 Global Thinkers par le magazine Foreign Policy. L'année suivante, elle est classée parmi les « 50 femmes les plus puissantes du Mexique » par le magazine Forbes.
Navarro et Zeta sont apparaissent dans le documentaire Reportero de Bernardo Ruiz.

## Dans la culture populaire
Le personnage d'Andrea Nuñez, incarné par Luisa Rubino dans la troisième saison de Narcos : Mexique, est inspiré par Navarro.